# Сетевой концентратор
Сетевой концентратор (также хаб от англ. hub — центр) — класс устройств для объединения компьютеров в сетях Ethernet с применением кабельной инфраструктуры типа витая пара. В настоящее время вытеснены сетевыми коммутаторами.
Сетевые концентраторы также могли иметь разъёмы для подключения к существующим сегментам сети на базе толстого или тонкого коаксиального кабеля.

## Принцип работы
Концентратор работает на физическом (первом) уровне сетевой модели OSI, ретранслируя входящий сигнал с одного из портов в сигнал на все остальные (подключённые) порты. Таким образом, несмотря на возможность реализации на многопортовых хабах физической топологии «звезда» (несколько сегментов сети подключены проводами к хабу), логически сеть продолжает работать в режиме с общей средой (топология «общая шина»), свойственном Ethernet: пропускная способность сети разделена между всеми устройствами, а передача ведется в режиме полудуплекса. Коллизии (то есть попытка двух и более устройств начать передачу одновременно) обрабатываются аналогично сети Ethernet на других носителях — устройства самостоятельно прекращают передачу и возобновляют попытку через случайный промежуток времени, говоря современным языком, концентратор объединяет устройства в одном домене коллизий.
Сетевой концентратор также обеспечивает бесперебойную работу сети при отключении устройства от одного из портов или повреждении кабеля, в отличие, например, от сети на коаксиальном кабеле, которая в таком случае прекращает работу целиком.

## Преимущества и недостатки

### В сравнении с повторителем
Концентратор является логическим продолжением повторителя. Различные производители реализуют некоторые из перечисленных ниже функций:
- Возможность объединять сегменты сетей с разной физической средой (например, коаксиальный кабель и витая пара)
- Автоматическое отключение портов при возникновении на них ошибок
- Поддержка резервных связей

### В сравнении с коммутатором
Единственное преимущество концентратора — низкая стоимость — было актуально лишь в первые годы развития сетей Ethernet. По мере совершенствования и удешевления электронных микропроцессорных компонентов данное преимущество концентратора полностью сошло на нет, так как стоимость вычислительной части коммутаторов и маршрутизаторов составляет лишь малую долю на фоне стоимости разъёмов, разделительных трансформаторов, корпуса и блока питания, общих для концентратора и коммутатора.
Недостатки концентратора являются логическим продолжением недостатков топологии общая шина, а именно — снижение пропускной способности сети по мере увеличения числа узлов. Кроме того, поскольку на физическом уровне узлы не изолированы друг от друга, все они будут работать со скоростью передачи данных самого медленного узла. Например, если в сети присутствуют узлы со скоростью 100 Мбит/с и всего один узел со скоростью 10 Мбит/с, то все узлы будут работать на скорости 10 Мбит/с, даже если узел 10 Мбит/с вообще не проявляет никакой информационной активности. Ещё одним недостатком является вещание сетевого трафика во все порты, что снижает уровень сетевой безопасности и даёт возможность подключения снифферов.

## Коммутаторы
Позже появились интеллектуальные устройства, работающие на канальном (втором) уровне сетевой модели OSI (в отличие от концентраторов, работающих только на физическом (первом) уровне) — коммутаторы. Они были способны обеспечивать независимую и выборочную передачу кадров Ethernet между портами за счёт вскрытия заголовков кадров и пересылки их по нужным портам в соответствии с MAC-адресом получателя (в отличие от концентраторов, пересылающих данные во все порты), а также работу в разных режимах и с различными скоростями. Сначала коммутаторы использовались для разгрузки и оптимизации больших Ethernet-сетей, а затем полностью вытеснили концентраторы.

## Характеристики сетевых концентраторов
- Количество портов — разъёмов для подключения сетевых линий. Концентраторы начального уровня обычно выпускаются с 4 или 8 портами для витой пары[3], концентраторы среднего уровня — 12, 16 или 32 порта[4]. Иногда дополнены 1 портом BNC 10BASE-2 или AUI для подключения коаксиальных сегментов.
- Скорость передачи данных — измеряется в Мбит/с, выпускаются концентраторы со скоростью 10, 100, 1000 Мбит/c. Скорость может переключаться как автоматически (на наименьшую из используемых), так и с помощью перемычек или переключателей.
- Наличие портов для подключения кабелей Ethernet других типов — коаксиальных (BNC или AUI) или оптических.